# Torsten Winberg
Torsten Leonard Winberg, född den 18 januari 1879 i Bjällerups församling, Malmöhus län, död den 30 augusti 1958 i Lund, var en svensk militär. Han var son till Hugo Winberg.
Winberg avlade studentexamen i Lund 1896. Han blev underlöjtnant vid Norra skånska infanteriregementet 1899 och löjtnant där 1903. Winberg genomgick krigshögskolan 1905–1907. Han var regementskvartermästare 1909–1913 och kompanichef 1913–1922. Winberg befordrades till kapten 1914, major 1923 och överstelöjtnant 1928. Han var överste och chef för Södra skånska infanteriregementet 1932–1937, befälhavare i Södra militärområdet 1937–1942 och inspektör för lokalförsvaret inom I. militärområdet 1942–1943. Winberg blev riddare av Svärdsorden 1920 och  av Vasaorden 1931 samt kommendör av första klassen av Svärdsorden 1938. Han utgav skriften Södra skåningarna 1811–1949 (1950).